# リンディスファーン島

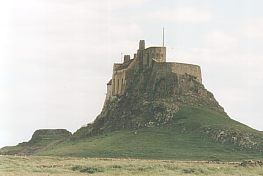
リンディスファーン城

リンディスファーン島 （リンディスファーンとう、Lindisfarne）は、イギリス・ノーサンバーランド州にある小島。リンデスファーンともいう。ホリー・アイランド（Holy Island）、ホリー島とも呼ばれ、潮が満ちると島となり、干潮になると土手道で本土とつながるタイダル・アイランドである。ウォルター・スコットがかつて島の記述を残した。2011年調査時の定住人口は180人である。

## 自然
島の広大な部分と干満の内側域は全て『リンディスファーン国立自然基金』が保護し、重要な渡り鳥たちの聖地となっている。イギリス東岸という立地から東からやってくる渡り鳥観察に適しており、毎年シベリアからやってくる種もある。秋冬には鳥類観察を好む人たちに人気の地である。
1976年1月、リンデスファーン島および付近の海岸はラムサール条約登録地となった。一帯に潮間帯、塩性湿地、アマモ属の藻場および砂丘システムが多く、コクガンなどのガンカモ類の越冬地とアジサシ類の繁殖地である。

## 歴史
635年頃、ノーサンブリア王オズワルドの要請でスコットランド西岸アイオナからやってきた、アイルランド出身の聖エイダン（Saint Aidan）は、島にリンディスファーン修道院を建てた。イングランド北部のキリスト教布教の基地となり、マーシア王国への伝道団を送り成果を上げた。アイオナからやってきた僧たちが島に移り住んだ。ノーサンバーランドの守護聖人、聖カスバートは一僧侶から修道院長となり、数々の奇跡を起こしたといわれる。彼はのちリンディスファーン司教となった。
700年代初頭に『リンディスファーンの福音書』という、マルコ、ルカ、マタイ、ヨハネの福音書のラテン語訳を収めたものが成立している。これはおそらくリンディスファーンで作られ、作者はのちリンディスファーン司教となったイードフリスであるといわれる。1050年代頃、アルフレッドという僧はラテン語の教書にアングロ・サクソン語を書き加えた。古英語で書かれた最も古い教書の写しである。教書はケルト語、ゲルマン語、ロマン語の要素が混じり合っていた。
793年にリンディスファーンはヴァイキングによる襲撃を受け、この事件はキリスト教西欧社会を震撼させた。ただし、『リンディスファーンの福音書』や聖カスバートの聖遺物といった重要な宝は略奪から難を逃れているため、ヴァイキングの襲撃の危険性について修道士は事前になんらかの警告を受けていたと考えられる。カール大帝は捕虜とされた修道士のために身代金の準備をしたが、この試みの成否は明らかではない。ともかく修道院はこの一度目の襲撃は乗り越えたのだが、875年に二度目の襲撃を受けるに至り、修道士たちはこの地を棄てて7年間放浪した後にダラムへと落ち着くこととなった。（その時既に埋葬されていた聖カスバートの遺体も共に運ばれ、現在ダラムの大聖堂に安置されている）。リンディスファーンの司教座は1000年にダラムへ移された。リンディスファーンの福音書は現在ロンドンの大英図書館に保管されている。1081年にはベネディクト会派によって修道院が建設され、1536年にイングランド王ヘンリー8世の修道院解散で取りつぶされるまで続いた。

## 現在
島はノーサンバーランド海岸の一部で、手つかずの自然が残る。修道院はいまや廃墟となって文化財保護団体イングリッシュ・ヘリテッジの管理を受け、博物館となり観光客を受け入れている。隣接する教会は今でも使用されている。
リンディスファーンは、テューダー朝期の要塞をもとにした小さな城をもつ。城はサー・エドウィン・ラティエンスによりアーツ・アンド・クラフツ運動の様式に再設備された。付属する庭園がガートルード・ジキルにより造られた。城と庭園、および石灰焼き窯近郊はナショナル・トラスト管理下にあり、開放されている。
リンディスファーンは、石灰焼き窯産業が盛んで窯はノーサンバーランドの中で最も複雑である。窯に火をたくための石炭が輸入され、石灰が輸出されたため、崖下に桟橋の痕跡が今も残る。石化したウミユリが切り出されて『聖カスバートのビーズ』という名で首飾りやロザリオに加工された。
リンディスファーンは何年もの間、漁業を中心とし農業と石灰焼きを兼ねた共同体であった。観光を兼ねた巡礼は12世紀に発展した。現在も観光客がやってくるが、島の宿泊施設に限界があるために一般的でない。時間に余裕のある日帰り観光客は、潮が満ちている間は島で静かな時間を楽しむ。ほとんどの客は潮が再び満ちる前に帰っていく。天候と潮の様子がいいならば、徒歩で目印を頼りにかつての巡礼の道である砂の上を歩くことが可能である。島ではカニのサンドウィッチが楽しめる。
近年のリンディスファーンは、イングランド北部におけるケルト・キリスト教の復古運動の中心である。
リンディスファーンはまた、蜂蜜酒で有名である。僧が島に住んでいた中世には、魂は神の元にあり肉体はこの薬草やハチミツのエリキシールで強くなると考えていた。ワインはリンディスファーン・ミードの名前で子孫に遺された。僧は長く島から姿を消したが、彼らの精神は残り、ハチミツ酒の作り方は各家庭の秘密として伝えられた。リンディスファーンのハチミツ酒はセント・エイダン・ワイナリーで製造され、イギリス全土で販売されている。

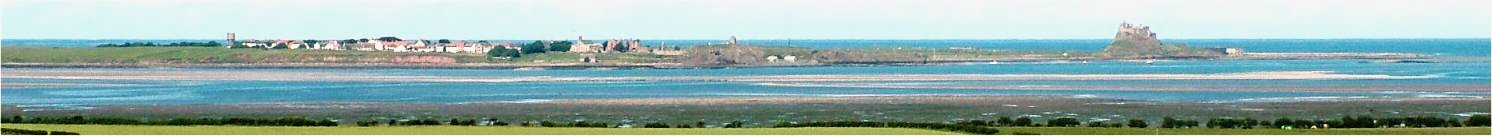
本土からリンディスファーンを眺める

## 安全
観光客の中には、本土から歩いて島へ渡ることを考える人が多いが、必ず潮の時間と天候を注意深くチェックすること。もし迷ったら地元住民のアドバイスを聞いたほうが良い。自家用車を運転していく場合も同じである。土手道は通常次の満潮まで2時間ほど渡れる。しかし天候が悪い場合は同じようにはいかない。